# ТЕС Беллін
21°40′4″ пн. ш. 96°9′8″ сх. д. / 21.66778° пн. ш. 96.15222° сх. д.
ТЕС Беллін – теплова електростанція на півночі М’янми.
В 2019 році на майданчику станції стали до ладу 8 генераторних установок Wärtsilä 50SG загальною потужністю 145 1,56 МВт.
Як паливо ТЕС використовує природний газ, що надходить по трубопроводу М'янма – Китай.